# Éolienne Bollée de la Gabillère
L'éolienne Bollée de la Gabillère est une ancienne éolienne dans la commune d'Amboise, dans le département français d'Indre-et-Loire.
Installée en 1893 dans le parc du château de la Gabillère pour l'alimentation en eau, elle est inscrite comme monument historique en 1991.

## Localisation
L'éolienne se situe dans le parc du château de la Gabillère, sur le plateau au sud d'Amboise, à environ 500 m au nord de la forêt d'Amboise.

## Histoire
En 1893, M. Chambert, propriétaire du château de la Gabillère à Amboise, décide de faire installer sur son domaine une éolienne Bollée destinée à alimenter le château en eau et à irriguer le parc.
L'éolienne est inscrite comme monument historique par arrêté du 8 octobre 1991.

## Description

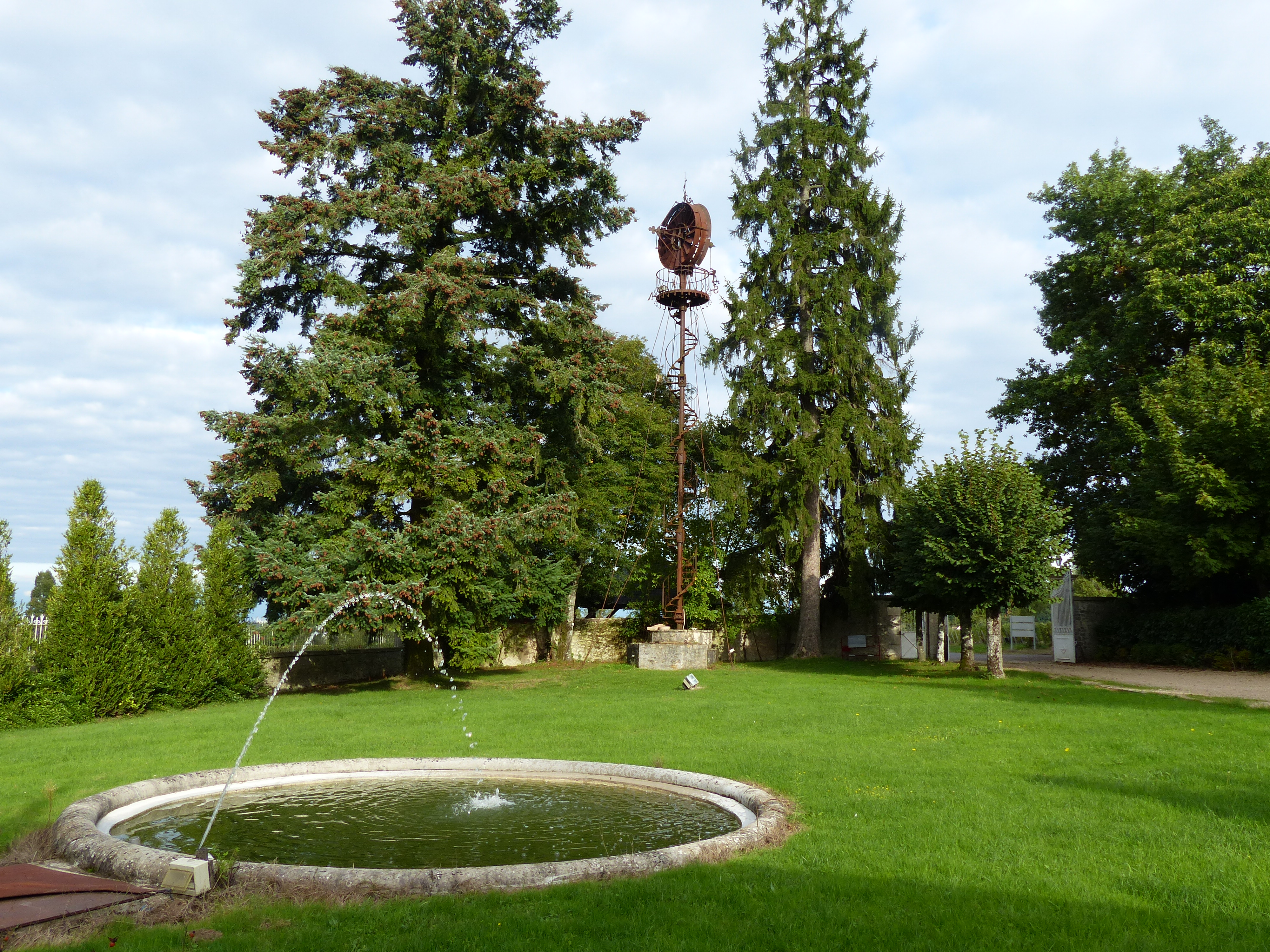
Vue générale.

L'éolienne de la Gabillère se compose d'une colonne creuse autour de laquelle s'enroule un escalier permettant d'accéder à la plateforme. La turbine orientable est double, entourée d'un « entonnoir » destiné à augmenter la masse d'air captée par les pales par effet Venturi ; son diamètre est de 2,5 m (éolienne de type 1). À la base de la colonne, un édicule maçonné abrite la pompe et la tête du puits.
L'éolienne de la Gabillère est complète, à l'exception d'une hélice équipant le dispositif d'orientation de la turbine.

## Pour en savoir plus